# Баржанський Адольф Соломонович
Баржанський Адольф Соломонович (1851, Одеса — 1900, Одеса) — український композитор і піаніст. Його батько, власник великої торгової фірми, дав йому комерційну освіту; проте, відчуваючи з дитинства покликання до музики, Адольф Баржанський незабаром залишив комерційну діяльність і вирушив за кордон, де навчався у консерваторіях Відня, Парижа та Лейпцигу. Він виявив безперечний талант як піаніст та композитор. З творів Баржанського слід згадати: «Над морем», «Спогади», «Колискова пісня», «Glückliches Heim», «Scherzo», «Andacht». Всі ці твори видано у Брейткопфа та Гертля у Лейпцигу.